# Ежек, Вацлав
Ва́цлав Е́жек (чеш. Václav Ježek; 1 октября 1923, Зволен, Чехословакия — 27 августа 1995, Прага, Чехия) — чехословацкий футболист, тренер. Выступал на позиции нападающего.
Тренировал пражскую «Спарту», нидерландские АДО Ден Хааг и «Фейеноорд», швейцарский «Цюрих» и национальную сборную Чехословакии. Под его руководством сборная выиграла чемпионат Европы 1976. Это был единственный успех команды на международных соревнованиях.
С 1994 года в Чехии проводится юношеский турнир имени Вацлава Ежека.

## Карьера
В качестве игрока выступал за различные любительские клубы, после перешёл на тренерскую работу. Вначале работал с молодёжными командами, затем в 1964 году был приглашён в пражскую «Спарту». За 5 лет работы в клубе, он выиграл два чемпионата Чехословакии в 1965 и 1967 годах.
После этого успеха, он покинул Чехословакию и переехал в Нидерланды. Там возглавил гаагский АДО Ден Хааг. Высшим его достижением стала бронза в сезоне 1970-71 и выход в финал Кубка в сезоне 1971/72. После работы в Голландии, его пригласили в сборную Чехословакии. На чемпионат мира 1974 чехи не попали, уступив одно очко в отборочном цикле Шотландии. В отборочном турнире на ЧЕ-1976 в группе сборная заняла первое место, опередив команды Англии, Португалии и Кипра. В четвертьфинале по жребию соперником стал СССР. В двухматчевом противостоянии победила ЧССР, в первом матче победив 2:0, и сыграв вничью 2:2 во втором. Финальный турнир проходил в Югославии. В полуфинале в дополнительное время чехословаки победили Нидерланды. А в финале по пенальти выиграли у ФРГ, благодаря Антонину Паненке, который исполнил свой фирменный удар.
После Евро, Чехословакия не смогла попасть на чемпионат мира 1978, уступив в отборе Шотландии и Уэльсу. После этого Ежека заменили на Йозефа Венглоша, а Вацлав возглавил «Фейеноорд». С ним он выиграл Кубок Нидерландов 1979/80 и стал вторым в чемпионате 1978/79. В 1982 году вновь возглавил «Спарту». С ней он победил в чемпионате в 1984.
После этого Ежек несколько лет руководил «Цюрихом», а в 1986 снова вернулся в Чехию. С 1986 по 1991 с перерывом руководил пражской командой, выиграв с ней 4 чемпионата. В 1993 году некоторое время работал со сборной.

## Достижения

### Как тренер
- Чемпион Чехословакии (7): 1965, 1967, 1984, 1987, 1988, 1990, 1991
- Обладатель Кубка Нидерландов: 1979/80
- Победитель Чемпионата Европы: 1976
- Тренер года в Чехословакии (2): 1987, 1988